# Erwachsenenvertreter
Ein Erwachsenenvertreter ist der Vertreter von erwachsenen Personen (volljährigen Personen). Diese Vertretung ist in Österreich durch das Erwachsenenschutzgesetz geregelt, welches durch die Reform des Sachwalterrechtes entstand und zum 1. Juli 2018 weitgehend in Kraft trat.
Durch die Benennung der Institution in Erwachsenenvertretung anstelle von Sachwalterschaft soll in Österreich auch eine Abkehr von der bisherigen Praxis dokumentiert und die Stärkung der Subsidiarität der Fremdvertretung mit möglichst weitgehender Beibehaltung der Autonomie des Vertretenen erreicht werden.
Grundsätzlich gibt es gemäß dem Erwachsenenschutzgesetz vier Säulen der Vertretung von unterstützungsbedürftigen volljährigen Personen:
- die bisher bewährte Vorsorgevollmacht,
- die neu eingeführte gewählte Erwachsenenvertretung,
- die gesetzliche Erwachsenenvertretung (bisher Vertretungsbefugnis nächster Angehöriger) und
- die gerichtliche Erwachsenenvertretung (bisher Sachwalterschaft).

## Rechtsgrundlage
Die Rechtsgrundlage für die Erwachsenenvertretung ist vor allem im Erwachsenenschutzgesetz geregelt, durch welches unter anderem das Allgemeine Bürgerliche Gesetzbuch (ABGB), das Außerstreitgesetz (AußStrG) und verschiedene andere Gesetze (z. B. ZPO, JN, EheG etc.) geändert wurden.
Grund für die umfassende Änderung des österreichischen Sachwalterrechtes sind unter anderem auch die Vorgaben des Übereinkommens über die Rechte von Menschen mit Behinderungen der UNO, in welcher der Selbstbestimmung mehr Raum gegeben wird und die Stellvertretung zurückgedrängt werden soll. Dem haben die Bestimmungen des Sachwalterrechtsänderungsgesetz 2006 und die gerichtliche Praxis zu wenig Rechnung getragen.

## Angelegenheiten der Vertretung
Die Erwachsenenvertretung kann Angelegenheiten der
- Personensorge,
- Vermögensangelegenheiten und
- rechtlichen Angelegenheiten

umfassen (§§ 250 ff ABGB nF).

### Personensorge

#### Allgemein
Die Personensorge umfasst Angelegenheiten, die in der Persönlichkeit der vertretenen Person oder deren familiären Verhältnissen gründen. Der Eingriff in diese Angelegenheiten ist dem Erwachsenenvertreter, auch wenn es seinen Wirkungsbereich umfasst, nur in eng begrenztem Ausmaß erlaubt (§ 250 Abs. 1 ABGB).
Ein Erwachsenenvertreter ist nicht zur persönlichen Betreuung der vertretenen Person verpflichtet. Stellt der Erwachsenenvertreter jedoch fest, dass die vertretene Person nicht umfassend betreut wird, so hat er sich, unabhängig von seinem Wirkungsbereich, lediglich darum zu bemühen, dass ihr die gebotene medizinische und soziale Betreuung gewährt wird (§ 251 ABGB nF).

#### Medizinische Angelegenheiten
Kann eine Person selbst in eine medizinische Behandlung einwilligen (Entscheidungsfähigkeit gegeben), so ist nur diese Person zur Entscheidung befugt, auch wenn ein Erwachsenenvertreter für die Personensorge bestellt wurde (§ 252 ABGB nF). Hat der Arzt Zweifel an der Entscheidungsfähigkeit eines Betroffenen, soll der Arzt Angehörige, dem Patienten nahestehende Personen, Vertrauenspersonen oder spezielle Fachkräfte beiziehen, um die den Patienten in die Lage zu versetzen, die Entscheidungsfähigkeit wieder zu erlangen. Diese Anordnung soll der Umsetzung des Artikel 12 Abs 3 der UN-Behindertenrechtskonvention dienen. Verweigert der Patient nach der Information über die geplante Beiziehung nahestehender Personen etc. die Beiziehung solcher Personen, so ist diese Entscheidung vom Arzt zu respektieren.
Bei nicht entscheidungsfähigen Personen bedarf die medizinische Behandlung der Zustimmung des Vorsorgebevollmächtigten oder des Erwachsenenvertreters, in dessen Wirkungsbereich diese Angelegenheit fällt. Der Vertreter kann dabei – mit wenigen Ausnahmen, unabhängig von der Intensität des Eingriffes, entscheiden.
Der Vertreter hat sich dabei vom Willen der vertretenen Person leiten zu lassen. Im Zweifel ist davon auszugehen, dass diese eine medizinisch indizierte Behandlung wünscht. (§ 253 Abs 1 ABGB nF), außer die vertretene Person gibt weiter die Ablehnung der medizinischen Behandlung zu erkennen. Dann muss darüber das Gericht entscheiden. Besteht jedoch eine gültige verbindliche Patientenverfügung und hat der Vertretene die geplante medizinische Behandlung darin abgelehnt und gibt es keine Hinweise auf die Unwirksamkeit der Patientenverfügung, so muss die Behandlung ohne Befassung eines Vertreters unterbleiben.
Bei Gefahr in Verzug, bei der mit dem Tod des Patienten oder schwerwiegenden gesundheitlichen Schäden zu rechnen ist, muss keine vorherige Einwilligung des Betroffenen oder des Vertreters eingeholt werden. Ist eine Behandlung medizinisch nicht mehr erforderlich, weil sie nur unnötiges Leid verursacht oder liegt eine ungünstige Prognose oder eine entsprechende Anordnung in einer Patientenverfügung vor, kann diese Behandlung auch ohne Zustimmung des Betroffenen oder seines Vertreters abgebrochen werden.

### Vermögenssorge
Die Vermögenssorge umfasst die
- Verwaltung des Vermögens oder
- des Einkommens

der vertretenen Person durch den Erwachsenenvertreter. Der mit der Einkommens- und Vermögensverwaltung beauftragte Erwachsenenvertreter muss sich zunächst einen Überblick über das Einkommen, das Vermögen und die finanziellen Ansprüche der vertretenen Person verschaffen. Hierzu gehört auch, dass er – je nach dem festgelegten Umfang seiner Aufgaben – Banken, Pensionsstellen, Behörden und Versicherungen etc. persönlich oder schriftlich über die neue Situation informiert.
In jedem Fall sind aus dem Vermögen / Einkommen dem Vertretenen seine angemessenen Bedürfnisse weiter zu befriedigen und zwar den persönlichen Lebensverhältnissen entsprechend (§ 258 Abs 1 ABGB nF). Der Erwachsenenvertreter hat daher der vertretenen Person die notwendigen finanziellen Mittel für Rechtsgeschäfte des täglichen Lebens und zur Deckung der angemessenen Lebensbedürfnisse zur Verfügung stellen, so dass die vertretene Person selbst am Wirtschaftsleben weiter so weit als möglich teilnehmen kann. Dies kann z. B. durch regelmäßige Übergabe von Bargeld, den Zugriff auf ein Girokonto (z. B. eigene Kontokarte mit Zahlungs- und Behebungslimit) oder individuell vereinbart werden. Für den Erwachsenenvertreter ist immer wichtig zu beachten, dass die vertretene Person in ihrer Geschäftsfähigkeit nicht automatisch eingeschränkt ist, nur weil ein Erwachsenenvertreter oder ein Vorsorgebevollmächtigter bestellt ist. Solange die vertretene Person entscheidungsfähig ist, kann sie daher auch weiter gültig Rechtsgeschäfte abschließen. Nur dann, wenn sie nicht mehr entscheidungsfähig ist, ist zur Wirksamkeit des Geschäfts die Zustimmung der Vertretungsperson erforderlich.
Eine gerichtliche Kontrolle besteht jedenfalls nicht nur im Hinblick auf die Verwendung und den Umgang mit dem Vermögen / Einkommen des Vertretenen, sondern auch über die Gestaltung und Häufigkeit seiner persönlichen Kontakte mit der vertretenen Person, ihren Wohnort, ihr geistiges und körperliches Befinden und ist über die im vergangenen Jahr besorgten und im kommenden Jahr zu besorgenden Angelegenheiten zu berichten (§ 259 Abs 1 ABGB nF). Sofern Vermögensangelegenheiten nicht zum ordentlichen Wirtschaftsbetrieb gehören, muss das Gericht Änderungen zustimmen (§ 258 Abs 4 ABGB nF).
Bestehen Bedenken bzw. ist das Wohl einer vertretenen Person gefährdet, so hat das Gericht jederzeit von Amts wegen die zur Sicherung des Wohles nötigen Verfügungen zu treffen (§ 259 Abs 4 ABGB nF).

### Rechtliche Vertretung
Die rechtliche Vertretung richtet sich danach, ob diese zuvor in einer Vorsorgevollmacht, einer Erwachsenenvertreter-Verfügung, einer sonstigen Bevollmächtigung vereinbart oder durch das Gericht im Rahmen der gesetzlichen Erwachsenenvertretung angeordnet wurde.
Im Rahmen der gerichtlichen Erwachsenenvertretung ist ein Rechtskundiger (Notar, Notariatskandidat, Rechtsanwalt oder Rechtsanwaltsanwärter) vor allem dann zu bestellen, wenn die Besorgung der Angelegenheiten vorwiegend Rechtskenntnisse erfordert, ein Erwachsenenschutzverein (§ 1 ErwSchVG) vor allem dann, wenn sonst besondere Anforderungen mit der Erwachsenenvertretung verbunden sind (§ 274 Abs 5 ABGB nF).

## Arten von Erwachsenenvertretern
Nach ihrer persönlichen bzw. beruflichen Stellung werden nach dem Erwachsenenschutzgesetz unterschieden:
- Vertretung durch Vorsorgevollmacht (vertragliche Erwachsenenvertretung);
- gewählter Erwachsenenvertreter, durch eine Vereinbarung zwischen der vertretenen Person und dem Vertreter;
- gesetzlicher Erwachsenenvertreter, (Familienangehörige, §§ 268 ff ABGB nF);
- gerichtlicher Erwachsenenvertreter.

### Übergangsbestimmungen Vorsorgevollmacht
Solange die Vertretungsbefugnis eines Vorsorgebevollmächtigten oder Erwachsenenvertreters im Österreichischen Zentralen Vertretungsverzeichnis (ÖZVV) eingetragen ist, besteht diese weiter fort, selbst wenn die vertretene Person im Wirkungsbereich der Vertretung handlungsfähig ist oder ihre Handlungsfähigkeit wieder erlangt (§ 245 Abs 4 ABGB nF). Wurde bis zum 30. Juni 2018 eine Vorsorgevollmacht errichtet, ohne dass der Vorsorgefall eingetreten ist, so muss diese aufgrund der Rechtslage nach dem 1. Juli 2018 im ÖZVV registriert werden. Ist der Vorsorgefall zum 1. Juli 2018 bereits eingetreten, der Vorsorgebevollmächtigte somit aufgrund einer „alten“ Vorsorgevollmacht schon tätig, besteht diese Vorsorgevollmacht auch über den 1. Juli 2018 hinaus weiter, selbst wenn diese bzw. der Vorsorgefall nicht im ÖZVV registriert ist. Es besteht jedoch bis zur Registrierung kein Schutz des Guten Glaubens.

### Vorsorgevollmacht
Mit einer Vorsorgevollmacht (§ 260 ABGB nF) kann weiterhin eine Vertretung unabhängig von bzw. auch vor einem Verfahren zur Erwachsenenvertretung erfolgen. Damit ist grundsätzlich ein höchstes Maß an Selbstbestimmung umgesetzt, keine gewählte, gesetzliche oder gerichtliche Erwachsenenvertretung notwendig und die staatliche Einflussnahme auf ein Minimum reduziert. Es handelt sich dabei um einen zeitlich unbefristeten Bevollmächtigungsvertrag ähnlich einer gewählten Erwachsenenvertretung. Daher kann der Vollmachtgeber auch die Umwandlung einer bestehenden „normalen“ Vollmacht in eine Vorsorgevollmacht bei Eintritt des Vorsorgefalls anordnen (§ 260 ABGB nF). Es kann in der Vorsorgevollmacht im Hinblick auf die Person des Erwachsenenvertreters, so einer später bestellt werden soll, eine – für das Gericht und den benannten Erwachsenenvertreter – unverbindliche Anordnung getroffen werden (siehe auch Erwachsenenvertreter-Verfügung, § 274 iVm § 244 ABGB). Auch im Hinblick darauf, welche Person nicht als Erwachsenenvertreter bestellt werden soll.
Soweit eine Vorsorgevollmacht besteht oder die Unterstützung durch andere Personen (z. B. Familie), mit der für die Besorgung der Angelegenheiten des Vertretenen im erforderlichen Ausmaß vorgesorgt ist, darf kein Erwachsenenvertreter tätig werden (§ 240 Abs 2 ABGB nF). Die gerichtliche Kontrolle bzw. Einflussnahme ist auf ein Minimum reduziert und betrifft im Wesentlichen nur die Genehmigung von medizinischen Behandlungen bei Dissens zwischen Vertreter und Vertretenem und dauerhafte Wohnortveränderung ins Ausland.
Der Vorsorgefall tritt ein, wenn der Vollmachtgeber die zur Besorgung der anvertrauten Angelegenheiten erforderliche Entscheidungsfähigkeit verliert. Altersgrenzen spielen für den Eintritt des Vorsorgefalls keine Rolle. Einschränkungen der Äußerungsfähigkeit sollen für sich genommen nicht den Eintritt des Vorsorgefalles bewirken.
Mit dem Erwachsenenschutzgesetz wird es verpflichtend, dass die Vorsorgevollmacht nach der Belehrung, höchstpersönlich und schriftlich vor einem Notar, Rechtsanwalt oder Erwachsenenschutzverein errichtet wird (§ 262 Abs 1 ABGB nF). Die Eintragung in das Österreichische Zentrale Vertretungsverzeichnis (ÖZVV) wird verpflichtend (§ 245 Abs. 1 ABGB), damit die Vorsorgevollmacht überhaupt wirksam werden kann (§ 263 ABGB nF - bis 1. Juli 2018 nur fakultativ erforderlich). Erwachsenenschutzvereine sollen im Rahmen der persönlichen Beratung auch alternative Wege aufzeigen und somit im Rahmen der Abklärung auch andere Formen bis zur gerichtlichen Erwachsenenvertretung einleiten oder vorschlagen.

### Gewählte Erwachsenenvertretung
Durch das 2. Erwachsenenschutzgesetz wurde das Rechtsinstitut eines gewählten Erwachsenenvertreters eingeführt. Die gewählte Erwachsenenvertretung wird möglich, sofern eine gemindert entscheidungsfähige Person keinen Vertreter hat und eine Vorsorgevollmacht nicht mehr errichten kann (§ 264 ABGB nF), die gemindert entscheidungsfähige Person aber einen bestimmten Vertreter will. Während die Errichtung einer Vorsorgevollmacht der vollen Entscheidungsfähigkeit bedarf, kann auch noch bei geminderter Entscheidungsfähigkeit eine gewählte Erwachsenenvertretung zwischen Vertretenem und Vertreter vereinbart werden (auch bei der Erwachsenenvertreter-Verfügung (§ 244 ABGB nF), bei der eine Person als Erwachsenenvertreter bezeichnet oder ausgeschlossen wird, reicht eine geminderte Entscheidungsfähigkeit).
Die Vereinbarung zwischen Vertretenem und gewähltem Erwachsenenvertreter ist ein Bevollmächtigungsvertrag (§§ 1002 ff ABGB), in dem die Vertretungsbefugnisse und der Umfang der Vertretung des Erwachsenenvertreters festgelegt werden (§ 265 ABGB nF). Für das Gericht sind die Anordnungen aus dem Bevollmächtigungsvertrag unverbindlich (§ 274 ABGB) und es kann auch den Willen der betroffenen Person ignorieren bzw. diesem entgegen Entscheidungen anordnen.
Als gewählte Erwachsenenvertreter kommen ein oder mehrere dem Vertretenen nahestehende Personen in Frage (§ 264 ABG nF) und die gewählte Erwachsenenvertretung entsteht mit ihrer Eintragung im Österreichischen Zentralen Vertretungsverzeichnis (§ 245 Abs. 2 iVm § 267 Abs 1 ABGB nF). Es ist verpflichtend, dass die gewählte Erwachsenenvertretung nach der Belehrung, höchstpersönlich und schriftlich vor einem Notar, Rechtsanwalt oder Erwachsenenschutzverein errichtet wird (§ 266 Abs 1 ABGB nF).

### Gesetzlicher Erwachsenenvertreter
Durch das 2. Erwachsenenschutzgesetz wurde die bisher bestehende Vertretungsbefugnis nächster Angehöriger wesentlich erweitert und gestärkt und zur gesetzlichen Erwachsenenvertretung. Gesetzliche Erwachsenenvertreter sind nahe Familienangehörige (§§ 268 ff ABGB nF). Nächste Angehörige des Vertretenen sind die Eltern und Großeltern, volljährige Kinder und Enkelkinder, Geschwister, Nichten und Neffen der volljährigen Person, dessen Ehegatte oder eingetragener Partner oder dessen Lebensgefährte (Lebensgefährte, wenn dieser mit ihr seit mindestens drei Jahren im gemeinsamen Haushalt lebt) sowie die von der volljährigen Person in einer Erwachsenenvertreter-Verfügung (§ 244 iVm 268 Abs 2 ABGB nF) bezeichnete Person.
Im Gegensatz zum bisherigen Sachwalterrecht gibt es keine in der Praxis sehr relevante Einschränkung mehr im Hinblick auf den Wirkungsbereich (§ 269 Abs 1 ABGB nF), jedoch ist die zeitliche Bestellung auf drei Jahre beschränkt (§ 246 Abs. 1 Zif. 5 ABGB nF) und muss danach in das Österreichische Zentrale Vertretungsverzeichnis (ÖZVV) neu eingetragen werden. Die Eintragung im ÖZVV durch einen Notar, einen Rechtsanwalt oder einen Erwachsenenschutzverein ist Voraussetzung für die Wirksamkeit der gewählten Erwachsenenvertretung (§ 270 Abs 1 iVm § 245 Abs. 1 ABGB nF) und vor der Eintragung sind der Erwachsenenvertreter und die vertretene Person über das Wesen und die Folgen der Erwachsenenvertretung, über die Möglichkeit des jederzeitigen Widerspruchs sowie über die Rechte und Pflichten des gesetzlichen Erwachsenenvertreters persönlich zu belehren (§ 270 Abs 3 ABGB nF).
Eine gesetzliche Erwachsenenvertretung ist nicht möglich, wenn die zu vertretende Person vorab einer solchen widersprochen hat und dieser Widerspruch im Österreichischen Zentralen Vertretungsregister registriert wurde (§ 268 Abs. 1 Zif. 4 ABGB).

### Gerichtliche Erwachsenenvertretung
Die gerichtliche Erwachsenenvertretung ersetzt die bisherige Sachwalterschaft (siehe §§ 271 ff ABGB nF). Die gerichtliche Erwachsenenvertretung soll nach dem Willen des Gesetzgebers erst dann erfolgen, wenn alle anderen Formen der Vertretung nicht mehr ausreichen oder möglich sind (§ 271 iVm § 274 ABGB nF).

#### Übergangsbestimmungen
Bis 1. Juli 2018 bestehende Sachwalterschaften wurden automatisch in gerichtliche Erwachsenenvertretungen umgewandelt (§ 1503 Abs. 9 Zif. 10 ABGB). Bestellte Sachwalter wurden automatisch zu gesetzlichen Erwachsenenvertretern, ohne dass die Rangfolge nach § 274 ABGB beachtet wurde (§ 1503 Abs. 9 Zif. 11 ABGB). Diese neuen gesetzlichen Erwachsenenvertreter haben sich an die Gesetzeslage nach dem 1. Juli 2018 zu halten, ebenso werden die Entschädigungsansprüche nach dem neuen Recht geregelt, sofern zumindest die Hälfte des Abrechnungszeitraumes nach dem 1. Juli 2018 liegt (§ 1503 Abs. 9 Zif. 13 ABGB).

#### Bestellung
Wie bisher wird, wenn ein Volljähriger mit einer geistigen Behinderung oder psychischen Krankheit nicht in der Lage ist, bestimmte Angelegenheiten für sich selbst zu erledigen, ohne dabei Gefahr zu laufen, benachteiligt zu werden, ein Erwachsenenvertreter (früher Sachwalter) bestellt. Es soll jedoch zukünftig der Entscheidungsfähigkeit (§ 24 ABGB nF) wesentlich mehr Gewicht gegeben werden, so dass die Aufgabengebiete des Erwachsenenvertreters enger gefasst werden müssen (sollen) als früher bei der Sachwalterschaft. Die Handlungsfähigkeit wird durch die Erwachsenenvertretung nicht beschränkt (§ 242 Abs. 1 ABGB nF) und ist die Vertretung auch zu beenden, wenn die übertragene Angelegenheit erledigt wurde. Darauf hat der Erwachsenenvertreter unverzüglich bei Gericht hinzuwirken (§ 272 Abs. 2 ABGB nF).
Körperliche Behinderung und Suchtkrankheiten sind, wie zuvor, kein Grund für die Bestellung eines Erwachsenenvertreters. Kann jemand trotz Behinderung oder psychischer Krankheit seine Angelegenheiten selbst meistern – zum Beispiel mit Hilfe seiner Familie oder psychosozialer Dienste – soll wie bisher ebenfalls kein Erwachsenenvertreter bestellt werden.

#### Gerichtsverfahren
Wie bisher im Sachwalterrecht muss zuerst in einem Gerichtsverfahren die Notwendigkeit einer Bestellung eines Erwachsenenvertreters nachgewiesen werden. Ansprechpartner bleibt wie bisher der Pflegschaftsrichter desjenigen Bezirksgerichtes, das für den Wohnort des Betroffenen zuständig ist.
Das Bezirksgericht entscheidet im Verfahren außer Streitsachen. Der Richter muss sich zunächst im Rahmen einer ersten Anhörung ein persönliches Bild vom Betroffenen verschaffen.
Bereits seit 1. Juli 2007 konnte der Richter ein Clearingverfahren einleiten. Dadurch wurden von einem Clearingsachwalter die Lebensumstände der betroffenen Person überprüft und Alternativen zur Bestellung eines Vertreters vorgeschlagen. Mit dem Erwachsenenschutzgesetz ist das Clearingverfahren verpflichtend durchzuführen, das im bisherigen Sachwalterschaftverfahren nur wenig in Anspruch genommen wurde.
Sind nach der Durchführung des Clearingsverfahrens die Voraussetzungen für die Bestellung eines Erwachsenenvertreters erfüllt, und kann immer noch keine andere Form der Vertretung in Anspruch genommen werden, so ist ein Gutachten eines Sachverständigen für Psychiatrie einzuholen. Erst nach Vorliegen des Gutachtens kann das Gericht – nach Durchführung einer mündlichen Verhandlung – entscheiden. Verweigert der Betroffene die Teilnahme an der ausgeschriebenen mündlichen Verhandlung und an der Erstellung eines Gutachtens, kann das Gericht auch in seiner Abwesenheit und ohne weitere mündliche Verhandlung eine Entscheidung fällen. In einem Beschluss des Gerichtes über die Bestellung eines Erwachsenenvertreters sind die (begrenzten) Aufgabengebiete des Erwachsenenvertreters ausdrücklich festzuhalten.
Eine gerichtliche Erwachsenenvertretung entsteht mit der Bestellung durch das Gericht (§ 245 Abs 3 ABGB nF).

#### Aufgaben
Der Kreis der Aufgaben muss vom Richter für jeden Fall einzeln festgelegt werden (§ 242 Abs. 2 ABGB nF). Die Aufgaben richten sich nach den jeweils notwendigen, konkreten Angelegenheiten des Betroffenen und der Schwere der Beeinträchtigung bzw. psychischen Krankheit.
Bei jeder Bestellung zum Erwachsenenvertreter ist die Angelegenheit der Personensorge jedenfalls umfasst. Gemeint ist damit, sich um die gebotene ärztliche und soziale Betreuung der Person zu bemühen. Ein gerichtlicher Erwachsenenvertreter darf nur mehr für einzelne oder mehrere gegenwärtig zu besorgende und bestimmt zu bezeichnende Angelegenheiten bestellt werden, und nach Erledigung der übertragenen Angelegenheit ist die gerichtliche Erwachsenenvertretung einzuschränken bzw. zu beenden. Darauf hat der gerichtlich bestellte Erwachsenenvertreter selbst unverzüglich bei Gericht hinzuwirken.
Beispiele:
- Einzelne Angelegenheit (z. B. für die Vertretung im Verfahren bei der Pensionsversicherungsanstalt)
- Einen Kreis von Angelegenheiten (z. B. für die „Einkommens- und Vermögensverwaltung“, für die „Vertretung gegenüber Behörden“, die „Zustimmung zu Heilbehandlungen“...).

Auch ein Erwachsenenvertreter ist nicht verpflichtet, die tatsächliche Betreuung des Betroffenen selbst zu übernehmen. Er ist aber verpflichtet, die ärztliche Versorgung und die soziale Betreuung im notwendigen Umfange zu organisieren und sicherzustellen (§ 251 ABGB nF).

#### Person des gerichtlichen Erwachsenenvertreters
Vorrangig ist eine der volljährigen Person nahestehende und für die Aufgabe geeignete Person zu bestellen. Nur wenn eine solche Person nicht verfügbar ist, so ist ein Erwachsenenschutzverein (§ 1 ESchuVG) mit dessen Zustimmung zum Erwachsenenvertreter zu bestellen. Kommt auch ein Erwachsenenschutzverein nicht in Betracht, so kann ein österreichischer Notar (Notariatskandidat) oder in Österreich in die Rechtsanwaltsliste eingetragener Rechtsanwalt (Rechtsanwaltsanwärter) oder eine andere geeignete Person bestellt werden.
Der Wille des Vertretenen ist dabei gemäß der Entscheidung (6 Ob 145/18v) des Obersten Gerichtshofes nur beachtlich, der Betroffene kann seinen Erwachsenenvertreter (immer noch nicht) selbst wählen. Dies sei angeblich zum „Wohl des Betroffenen“ erforderlich.
Erwachsenenvertreter können – bis auf Erwachsenenschutzvereine – nur maximal 15 Erwachsenenvertretungen übernehmen (§ 243 Abs 2 ABGB nF). Rechtsanwälte und Notare bzw. Berufsanwärter dürfen, sofern sie in die Erwachsenenvertreterliste der entsprechenden Rechtsanwaltskammer eingetragen sind, auch mehr Vertretungen übernehmen. Mehrere Erwachsenenvertreter können für eine Person nur mit jeweils unterschiedlichem Wirkungsbereich eingesetzt und im Österreichischen Zentralen Vertretungsverzeichnis eingetragen werden (§ 243 Abs 3 ABGB nF).
Als Vorsorgebevollmächtigter und Erwachsenenvertreter grundsätzlich ausgeschlossen sind (§ 243 Abs. 1 ABGB nF):
- wer selbst schutzberechtigt im Sinn des § 21 Abs. 1 ABGB ist,
- wenn eine dem Wohl der volljährigen Person förderliche Ausübung der Vertretung nicht erwartet werden kann, z. B. wegen einer strafgerichtlichen Verurteilung, oder
- wenn jemand in einem Abhängigkeitsverhältnis oder in einer vergleichbar engen Beziehung zu einer Einrichtung steht, in der sich die volljährige Person aufhält oder von der diese betreut wird.

#### Dauer der Bestellung
Die Bestellung des gerichtlichen Erwachsenenvertreters erlischt nach drei Jahren nach Beschlussfassung. Das Gericht kann jedoch vor dem Ablauf der Bestellung einen Erneuerungsbeschluss fassen(§ 246 Abs. 1 Zif. 6 ABGB nF).

### Personenkreis

#### Nahestehende Personen
Grundsätzlich soll vom Gericht ein Familienangehöriger oder eine sonstige Vertrauensperson des Betroffenen zum Erwachsenenvertreter bestellt werden (§ 279 ABGB nF).

#### Vereine
Seit 1984 gibt es in Österreich vom Justizministerium anerkannte Vereine für Sachwalterschaften (nun Erwachsenenvertretungen/Erwachsenenschutzvereine). Die hauptberuflichen und ehrenamtlichen Mitarbeiter eines Vereins werden dann bestellt, wenn keine nahestehende Person für diese Aufgabe zur Verfügung steht oder wenn sonst besondere Anforderungen mit der Erwachsenenvertretung verbunden sind.

#### Rechtsanwälte oder Notare
Sie werden dann als Erwachsenenvertreter eingesetzt, wenn es überwiegend rechtliche Angelegenheiten sind, bei denen der Betroffene eine Unterstützung benötigt und ein Erwachsenenschutzverein nicht in Betracht kommt.

## Genehmigungsvorbehalt
Grundsätzlich kann eine vertretene Person auch weiterhin die Rechtsgeschäfte des täglichen Lebens selbst vornehmen. Das Gericht kann im Rahmen der gewählten oder gerichtlichen Erwachsenenvertretung einen Genehmigungsvorbehalt anordnen, so dass der Vertretene bestimmte Handlungen rechtswirksam nur vornehmen kann, wenn die Genehmigung erteilt wird (§ 242 Abs 2 bzw. § 265 Abs 2 ABGB nF). Das Rechtsgeschäft bleibt bis zur Genehmigung schwebend unwirksam. Rechtsgeschäfte des täglichen Lebens, welche die Lebensverhältnisse des Vertretenen nicht übersteigen, werden – sofern kein spezieller Genehmigungsvorbehalt dem entgegensteht – mit der Erfüllung der sie treffenden Pflichten rückwirkend rechtswirksam (§ 242 Abs 3 ABGB nF).
Bei der gesetzlichen Erwachsenenvertretung und der Vorsorgevollmacht ist grundsätzlich ein Genehmigungsvorbehalt nicht vorgesehen.

## Prozessfähigkeit
In Zivilverfahren, die in den Wirkungsbereich des Erwachsenenvertreters fallen, kann der Vertretene keine wirksamen Prozesshandlungen mehr vornehmen (partielle Prozessunfähigkeit).

## Obsorge
Der volljährige Elternteil, dem ein Erwachsenenvertreter bestellt ist, kann nach dem 2. ErwSchG und im Sinne des UN-Übereinkommens über die Rechte von Menschen mit Behinderungen weiterhin die Obsorge über seine Kinder im Rahmen seiner Entscheidungsfähigkeit wahrnehmen, solange diese Obsorge nicht vom Gericht eingeschränkt oder entzogen wurde. Bis zur Änderung der Rechtslage zum 1. Juli 2018 wurde dem Besachwalterten die Obsorge und die Vermögensverwaltung seines Kindes durch das damals geltende Recht (ex lege) sofort und vollumfänglich entzogen.

## Kontaktpflicht – Kontaktrecht
Der Kontakt des Erwachsenenvertreters mit dem Vertretenen hat – wie zuvor – nach Möglichkeit mindestens einmal pro Monat zu erfolgen. Ansonsten hat diese situationsbedingt zu erfolgen (§ 247 ABGB nF). Keine Kontaktpflicht besteht mehr, wenn die Erwachsenenvertretung ausschließlich Rechts- oder Vermögensangelegenheiten umfasst, was einen großen Teil der Fälle betrifft und im Hinblick auf die Entlohnung unter Umständen im Widerspruch stehen kann.
Eine wesentliche Stärkung der Rechte der Angehörigen des Vertretenen im Gerichtsverfahren sowie gegenüber den Erwachsenenvertretern oder dem Gericht im Verfahren zur Bestellung, Änderung oder Beendigung der Vertretung, wurde im neuen Erwachsenenschutzgesetz jedoch nicht vorgesehen. Auf entsprechende Anfrage hin erhalten Ehegatten, eingetragene Partner oder Lebensgefährten sowie Eltern und Kinder der vertretenen Person lediglich ein Informationsrecht bezüglich des geistigen und körperlichen Befindens des Vertretenen und dessen Wohnort (§ 248 Abs 2 ABGB nF) und müssen nun vom Gericht über die Verfahrenseinleitung verständigt werden (§ 127 AußStrG).
Ein Vorsorgebevollmächtigter oder Erwachsenenvertreter kann von der Verschwiegenheitspflicht (§ 248 Abs 1 ABGB nF) von der insoweit entscheidungsfähigen vertretenen Person entbunden werden.

## Lebenssituationsbericht
Der Erwachsenenvertreter hat dem Gericht jedenfalls zu Beginn und am Ende der Tätigkeit und dann jährlich, in der Regel am
Ende des Jahres, einen Bericht über die Lebenssituation der vertretenen Person vorzulegen (§ 259 Abs 1 ABGB nF). In diesem Bericht sollten folgende Punkte enthalten sein:
- Gestaltung und Häufigkeit der persönlichen Kontakte,
- Wohnort der vertretenen Person,
- ihr geistiges und körperliches Befinden sowie
- Auflistung und Beschreibung der im vergangenen Jahr besorgten und im kommenden Jahr zu besorgenden Angelegenheiten.

Auch zwischenzeitlich kann das Gericht dem Erwachsenenvertreter jederzeit einen Auftrag zu einem solchen Bericht erteilen oder diese Pflicht auch einschränken (siehe z. B. Befreiung für nächste Angehörige und Erwachsenenschutzvereine).
Der Lebenssituationsbericht kann auch gemeinsam mit der Rechnungslegung erfolgen.

## Pflicht zur Rechnungslegung
Ein Erwachsenenvertreter, der (auch) für die finanziellen Angelegenheiten der betroffenen Person zuständig ist, muss zu Beginn und am Ende der Vertretung den Vermögensstand schriftlich festzuhalten (in der Regel binnen vier Wochen nach Beginn). Zudem muss auch laufend Rechnung gelegt werden.
Die Rechnungslegung erfolgt gegenüber dem Gericht in bestimmenden Zeitabständen (maximal drei Jahre) schriftlich. Dabei werden die Ein- und Ausgaben aufgelistet und allenfalls Rechnungsbelege vorgelegt. Dadurch soll es dem Gericht ermöglicht werden, die finanzielle Gebarung des Erwachsenenvertreters gegenüber dem Betroffenen zu überwachen und, wenn erforderlich, dem Erwachsenenvertreter Aufträge erteilen oder sonstige Maßnahmen setzen. Das Gericht kann auch die Berichtspflichten des Erwachsenenvertreters einschränken (siehe z. B. Befreiung für nächste Angehörige und Erwachsenenschutzvereine).
Vermögensangelegenheiten des außerordentlichen Wirtschaftsbetriebs sind jedenfalls vorab durch das Gericht zu genehmigen (§ 258 Abs 4 ABGB nF). Jeder Erwachsenenvertreter ist verpflichtet, Rechnungen und Belege aufzubewahren und dem Gericht Veräußerungen/Erwerbe von über Euro 15.000,00 mitzuteilen, sowie die Entgegennahme von Zahlungen über 10.000,00 Euro. Bestehen Bedenken bzw. ist das Wohl einer vertretenen Person gefährdet, so hat das Gericht jederzeit von Amts wegen die zur Sicherung des Wohles nötigen Verfügungen zu treffen (§ 259 Abs 4 ABGB nF). Bei Gericht ist für diese Überwachung in der Regel ein Rechtspfleger relativ selbständig zuständig, der wiederum von einem Richter überwacht wird.

## Aufwandersatz bzw. Entschädigung

### Kosten
Die zur zweckentsprechenden Ausübung der gerichtlichen Erwachsenenvertretung notwendigen Barauslagen, die tatsächlichen Aufwendungen und die angemessenen Kosten einer zur Deckung der Haftung nach § 249 Abs. 1 ABGB abgeschlossenen Haftpflichtversicherung sind dem gerichtlichen Erwachsenenvertreter zu erstatten, soweit sie nach gesetzlichen Vorschriften nicht unmittelbar von Dritten getragen werden (§ 276 Abs 4 ABGB nF).
Dem gewählten und gesetzlichen Erwachsenenvertreter sind die oben genannten Kosten von der vertretenen Person nur so weit zu erstatten, sofern dadurch nicht die Befriedigung ihrer Lebensbedürfnisse gefährdet wäre (§ 249 Abs 2 ABGB nF).

### Entschädigung des gerichtlichen Erwachsenenvertreters
Der gerichtliche Erwachsenenvertreter kann Entschädigung, Entgelt und Aufwandersatz geltend machen (siehe § 276 AGBG nF). Der Verfassungsgerichtshof hat in VfGH G 275-276/2021 u. a. entschieden, dass die Entschädigungs- und Aufwandersatzansprüchen von gerichtlichen Erwachsenenvertretern nach § 276 ABGB vor dem Hintergrund der UN-Behindertenkonvention, und dass die Betroffenen selbst grundsätzlich zur Finanzierung der Leistungen der Erwachsenenvertreter herangezogen werden, keinen Verstoß gegen den Gleichheitsgrundsatz nach Art 7 B-VG und Art 2 StGG darstellen.

#### Jährliche Entschädigung
Dem gerichtlichen Erwachsenenvertreter gebührt eine jährliche Entschädigung in Höhe von fünf Prozent sämtlicher Einkünfte der vertretenen Person nach Abzug der davon zu entrichtenden Steuern und Abgaben. Übersteigt der Wert des Vermögens der vertretenen Person 15 000 Euro, so sind darüber hinaus pro Jahr zwei Prozent des Mehrbetrags an Entschädigung zu gewähren (§ 276 Abs 1 ABGB nF).
Das Gericht kann die Entschädigung aus besonderen Gründen mindern oder die Entschädigung auch auf bis zu zehn Prozent der Einkünfte und bis zu fünf Prozent des Mehrbetrags vom Vermögen erhöhen (§ 276 Abs 2 ABGB nF).

#### Entgelt
Hat der gerichtliche Erwachsenenvertreter besondere berufliche Kenntnisse und Fähigkeiten (z. B. ein Notar oder Rechtsanwalt), so kann er unter Umständen hierfür einen Anspruch auf angemessenes Entgelt (zusätzlich zur Entschädigung) geltend machen, wenn er diese besonderen beruflichen Kenntnisse und Fähigkeiten für den Vertretenen verwendet hat (§ 276 Abs. 3 ABGB nF).

## Haftung
Vorsorgebevollmächtigter bzw. Erwachsenenvertreter haften der vertretenen Person für jeden durch sein Verschulden verursachten Schaden. Das Gericht kann die Ersatzpflicht insoweit mäßigen oder ganz erlassen, als sie den Vertreter unter Berücksichtigung aller Umstände, insbesondere des Grades des Verschuldens oder seines besonderen Naheverhältnisses zur vertretenen Person, unbillig hart träfe (§ 249 Abs. 1 ABGB nF).
Die Amtshaftung (§ 1 AHG iVm § 277 ABGB) greift im Fall einer Schädigung des Betroffenen durch den Erwachsenenvertreter (Sachwalter) nur dann, wenn der Erwachsenenvertreter (Sachwalter) in Erfüllung einer richterlichen Weisung gehandelt hat. Ansonsten haftet der Erwachsenenvertreter (Sachwalter) für ein schuldhaftes und rechtswidriges Verhalten persönlich.

## Beendigung der Erwachsenenvertretung
Die Vertretungsbefugnis eines Vorsorgebevollmächtigten oder eines Erwachsenenvertreters endet (§ 246 Abs 1 ABGB nF):
1. mit dem Tod der vertretenen Person oder ihres Vertreters,
2. durch gerichtliche Entscheidung,
3. durch die Eintragung des Widerrufs oder der Kündigung einer Vorsorgevollmacht oder des Wegfalls des Vorsorgefalls im Österreichischen Zentralen Vertretungsverzeichnis,
4. durch die Eintragung des Widerrufs oder der Kündigung einer gewählten Erwachsenenvertretung im Österreichischen Zentralen Vertretungsverzeichnis,
5. bei einer gesetzlichen Erwachsenenvertretung durch die Eintragung des Widerspruchs der vertretenen Person oder ihres Vertreters im Österreichischen Zentralen Vertretungsverzeichnis oder mit dem Ablauf von drei Jahren, sofern sie nicht zuvor erneut eingetragen wird, oder
6. bei einer gerichtlichen Erwachsenenvertretung spätestens mit dem Ablauf von drei Jahren nach Beschlussfassung erster Instanz über die Bestellung, sofern sie nicht erneuert wird; die Änderung oder Übertragung der Erwachsenenvertretung verlängert diese Frist nicht.

Für den Widerruf oder den Widerspruch der vertretenen Person genügt es, wenn sie zu erkennen gibt, dass sie nicht mehr vertreten sein will. Auf diese Möglichkeiten kann sie nicht rechtswirksam im Voraus verzichten. Die Eintragung des Widerrufs oder des Widerspruchs hat auf Verlangen der vertretenen Person oder ihres Vertreters zu erfolgen.
Das Gericht kann nach § 246 Abs 3 ABGB nF die Beendigung einer Vorsorgevollmacht oder der gewählten oder gesetzlichen Erwachsenenvertretung anordnen und erforderlichenfalls einen gerichtlichen Erwachsenenvertreter bestellen, wenn der Vertreter nicht oder pflichtwidrig tätig wird oder es sonst das Wohl der vertretenen Person erfordert. Es kann auch die Aufgaben auf eine andere Person übertragen.

## Übertragung der Erwachsenenvertretung
Eine Übertragung der Verpflichtungen und Rechte aus einer Erwachsenenvertretung auf eine andere Person ist unter gleichzeitiger Beendigung der Erwachsenenvertretung für den früheren Vertreter möglich. Die Rechtsprechung (OGH in 7 Ob 136/19d) sieht es jedoch nicht als ausreichend an, wenn der Vertretene den Wunsch dazu äußert, es soll ein anderer Erwachsenenvertreter bestellt werden. Es sei eine stabile Betreuungssituation höherrangig als der Wunsch des Vertretenen nach einer Änderung der Erwachsenenvertretung. Diese Rechtsprechung steht unter Umständen im Widerspruch zum Sinn und Zweck der Erwachsenenvertretung seit dem 1. Juli 2018 (2. ErwSchG) an sich und der verstärkten Berücksichtigung der Entscheidungsfähigkeit des Vertretenen im Sinne des UN-Übereinkommen über die Rechte von Menschen mit Behinderungen.

## Zusammenfassung wichtiger Unterschiede zum bisherigen Sachwalterrecht
Im Hinblick zum bisherigen Sachwalterrecht sind im Erwachsenenschutzrecht nunmehr noch mehr Begrenzungen zum Vorteil des Vertretenen vorgesehen. Dies sind z. B.
- Begrenzung der zeitlichen und sachlichen Bestellung eines Erwachsenenvertreters,
- verpflichtendes Clearingverfahren,
- Beibehaltung der Geschäftsfähigkeit des Vertretenen, soweit dies nur irgendwie möglich ist (§ 241Abs. 1 ABGB nF).
- Informationspflicht – der Erwachsenenvertreter hat den Vertretenen nunmehr bei jeder beabsichtigten Entscheidung rechtzeitig zu verständigen und die Gelegenheit zu geben, sich dazu zu äußern (§ 241 Abs 2 ABGB nF, im bisherigen Sachwalterrecht nur bei „wichtigen“ Entscheidungen). Gibt die vertretene Person zu erkennen, dass sie die geplante Vertretungshandlung ablehnt, so hat diese bei sonstiger Rechtsunwirksamkeit zu unterbleiben (zu Haftung des Erwachsenenvertreters siehe § 249 Abs. 1 ABGB nF), es sei denn, das Wohl der vertretenen Person wäre sonst erheblich gefährdet (§ 250 Abs. 2 ABGB nF),
- das Recht der vertretenen Person auf persönliche Kontakte zu anderen Personen sowie ihr Schriftverkehr dürfen nunmehr vom Vorsorgebevollmächtigten oder Erwachsenenvertreter nur noch eingeschränkt werden, wenn sonst ihr Wohl erheblich gefährdet wäre (§ 250 Abs. 4 ABGB nF). Dies hatte in der Vergangenheit zu erheblichen Problemen bei Beschränkung des Kontaktrechtes durch Sachwalter mit Familienangehörigen, angeblich zum Wohl des Besachwalterten, geführt.
- Die Obsorge eines Elternteils, für den ein Erwachsenenvertreter bestellt ist, wird nicht mehr automatisch von Gesetzes wegen beendet, sondern diese Obsorge über minderjährige Kinder muss nun ausdrücklich vom Gericht eingeschränkt oder entzogen werden.

## Gesetzgebungsverfahren und Überleitungsrecht
Am 17. Januar 2017 wurde die wesentliche Reform des Sachwalterrechtes im Ministerrat beschlossen (2. Erwachsenenschutz-Gesetzes) und am 14. März 2017 im Justizausschuss des Nationalrates die Reform der Sachwalterschaftrechtes verabschiedet.
Mit den Stimmen aller Parlamentsparteien wurde am 30. März 2017 im österreichischen Nationalrat das Erwachsenenschutzgesetz beschlossen. Es wurde von vielen Rednern als justizpolitischer Meilenstein bezeichnet. Leitgedanke der Regierungsvorlage ist die Förderung der Autonomie von vertretungsbedürftigen Personen. Nach dem einstimmigen Beschluss des Bundesrats vom 6. April 2017, gegen das Erwachsenenschutzgesetz keinen Einspruch zu erheben, ist die Reform der Sachwalterschaft und das Inkrafttreten des Erwachsenenschutzgesetzes gesetzgebungsverfahrens- und rechtstechnisch abgeschlossen und das Gesetz Teil des Rechtsbestandes der Republik Österreich.
Ab dem Inkrafttreten der wichtigsten Bestimmungen zum 1. Juli 2018 beginnt die Übergangsfrist. Bei bestehenden Sachwalterschaften, die dann ex lege zu Erwachsenenvertretungen werden (§ 1503 Abs. 9 Zif. 10 ABGB) – besteht bis zum 30. Juni 2019 – auch ohne gerichtliche Anordnung – ein umfassender Genehmigungsvorbehalt für den gesamten Wirkungsbereich. Nach dem 30. Juni 2019 besteht für Personen, für die vor dem 1. Juli 2018 ein Sachwalter bestellt worden ist, nur ein Genehmigungsvorbehalt, wenn und soweit er gerichtlich angeordnet wird. (§ 1503 Abs. 9 Zif. 12 ABGB). In weiterer Folge sind in einem Erneuerungsverfahren (§ 1503 Abs. 9 Zif. 14 ABGB) die Genehmigungsvorbehalte einschränkend anzupassen. Wird vom Gericht nicht bis 1. Januar 2024 gehandelt, erlischt die Erwachsenenvertretung automatisch (§ 1503 Abs. 9 Zif. 14 ABGB).

## Jugendvertreter und Erwachsenenvertreter in Vereinen und Verbänden
In Vereinen und Verbänden können zur ausgeglichenen Vertretung von Jugendlichen und erwachsenen Mitgliedern Jugendvertreter und Erwachsenenvertreter bestellt werden, die die unterschiedlichen Interessen im Sinne einer gemeinsamen Stärkung des Vereines zusammenführen. Diese Erwachsenenvertreter sind nicht im Erwachsenenschutzgesetz geregelt.